# Тормасов, Александр Петрович
Граф (с 30 августа 1816) Алекса́ндр Петро́вич Торма́сов (11 [22] августа 1752, Москва — 13 [25] ноября 1819, Москва) — русский военачальник и государственный деятель, генерал от кавалерии (15 сентября 1801). В Отечественную войну 1812 года командовал 3-й Западной армией на северном фланге. Главнокомандующий в Грузии (03.09.1808-06.07.1811). Московский главнокомандующий (30.08.1814-13.11.1819).

## Биография

### Ранняя биография
Из небогатого дворянского рода Тормасовых. Отец — лейтенант флота Пётр Иванович Тормасов (умер в 1789 году).
В 10 лет был определён пажом к императорскому двору, а в 1772 году поступил на воинскую службу поручиком в Вятский мушкетёрский полк, с 1777 года в чине подполковника командовал егерским батальоном. В 1784 году стал командовать Александрийским легкоконным полком, получив чин полковника.
Замеченный Потёмкиным, он был командирован в 1782 году в Крым для усмирения бунта крымских татар.
В 1785 году был секретарём военной масонской ложи «Минерва», работавшей в Кременчуге и Немирове. В начале XIX в. был членом московской масонской ложи «Александра к тройственному благословению».

В начале русско-турецкой войны 1787—1791 годов находился в екатеринославской армии. В 1791 году, командуя конной бригадой, произвёл удачный поход за Дунай к Бабадагу, а 28 июня того же года принял видное участие в Мачинском сражении, командуя конницей левого фланга. 25 марта 1791 года был произведён в генерал-майоры. 18 марта 1792 года был награждён орденом Святого Георгия 3-го класса (№ 95 по списку Степанова-Григоровича) 
Во уважение на усердную службу, храбрые и мужественные подвиги, оказанные им в сражении при Мачине и разбитии войсками Российскими под командою генерала князя Николая Васильевича Репнина многочисленной турецкой армии верховным визирем Юсуф-пашею предводимой.
При подавлении восстания Костюшко потерпел поражение при Рацлавицах, но затем с несколькими легкоконными полками разбил польских повстанцев при Мобаре, а 28 сентября 1794 года в сражении при Мацеёвицах командовал левым флангом главных сил. При штурме Праги (пригорода Варшавы) вёл одну из колонн, захватил мост через Вислу. 6 февраля 1798 года получил чин генерал-лейтенанта, в этот же год назначен шефом (почётным командиром) Кирасирского Военного Ордена полка, инспектором по кавалерии Лифляндской дивизии, а 15 сентября 1801 года произведён в генералы от кавалерии.
При Павле I, в 1799 году, исключён из службы, но в 1800 году вновь назначен командиром лейб-гвардии Конного полка. В 1803 году был назначен киевским, в 1807 году — рижским генерал-губернатором. За формирование в 1805 году Днестровской армии награждён орденом Святого Александр Невского.
В сентябре 1808 года назначен главнокомандующим в Грузии и на Кавказской линии. К моменту прибытия Тормасова в Тифлис в феврале 1809 года численность Кавказского корпуса возросла до 43 тысяч человек, на вооружении находилось 100 артиллерийских орудий. Эти войска находились на Северном Кавказе, а также вдоль границы с Персией и Турцией, которая с 1806 года находилась в состоянии войны с Россией. Тормасов нашёл положение России на Кавказе затруднительным: Персия искала поддержки у англичан для подготовки к вторжению в Закавказье; Имеретия фактически находилась под властью царя Соломона II, усиленно интриговавшего против России; на территории Карабахского и Эриванского ханств находились персидские войска, восстала Кабарда. Тормасов проявил неутомимую энергию, способность направлять действия своих войск и умение выбирать исполнителей. Благодаря этому успех постепенно склонился на сторону России. Воспользовавшись шатким положением Турции после победы русских войск на Дунае, Тормасов летом 1810 года десантами с моря овладел турецкими крепостями Поти и Сухум-кале, после чего правитель Гурии князь Мамий Гуриель присягнул России, а правителем Абхазии стал российский ставленник князь Георгий Шервашидзе. Турки были вытеснены с Черноморского побережья от Керченского пролива до Поти. Историки отмечают организацию Тормасовым тесного и непрерывного взаимодействия с Черноморским флотом при операциях на побережье; в частности, он настоял на постоянном крейсерстве боевых кораблей у побережья Кавказа для срыва снабжения Турцией горцев оружием.
Ближайшие соратники Тормасова — Котляревский, Лисаневич и Симанович — нанесли туркам и персам несколько решительных поражений и тем обеспечили спокойствие южной границы России.
Организовал переселение в новоприобретённые земли православных греков. Однако изысканная любезность и снисходительное отношение к явным недругам России из числа местных феодалов и племенных вождей вызвало у них убеждение в слабости России. Он сам это понял к концу своего пребывания на Кавказе, написав: «Сила и страх, страх и сила только могут здесь действовать успешно, в милосердие здешний народ не чувствует и не понимает».
С 1811 года член Государственного Совета и Сената.

### Отечественная война 1812 года
В Отечественную войну 1812 года командовал 3-й обсервационной армией (54 батальона, 76 эскадронов, девять казачьих полков, всего 25-35 тыс. при 164 орудиях), предназначенной для сдерживания Австрии (вступил в командование в марте 1812 года).

Против Тормасова был направлен вначале 34-тысячный корпус Шварценберга, затем 22-тысячный 7-й корпус Ренье, состоящий из саксонцев и французской 32-й дивизии генерала Дюрютта. 1 июля Тормасов, оставив корпус Остен-Сакена для охранения Волыни и для связи с дунайской армией, а генерал-майора Хрущова (драгунская бригада и 2 казачьих полка) во Владимире-Волынском, для обеспечения границ со стороны Галиции и Варшавского герцогства, сам, с главными силами, двинулся против фланга и тыла французских войск, наступавших от Бреста к Пинску против Багратиона. Корпус Ренье был разбросан на большом пространстве (Слоним — Пружаны — Брест — Кобрин — Яново — Пинск). 24 июля часть армии Тормасова захватила Брест. 27 июля в бою под Кобрином была разбита и сложила оружие саксонская бригада 22-й пехотной дивизии. Были пленены командир бригады генерал Кленгель, 76 офицеров, 2382 нижних чинов, захвачено 4 знамени и 8 орудий. После того Тормасов занял Пружаны. Победа эта имела важное психологическое значение, как первый успех в период отступления русских армий. За неё Тормасов был награждён 28 июля 1812 года орденом Святого Георгия 2-го класса (№ 43 по списку Степанова-Григоровича) 
За поражение французов при Кобрине 15 июля 1812 года.
 Ренье, собрав свои войска и соединившись со Шварценбергом, атаковал Тормасова у Городечно. 1 августа русские войска отступили сначала к Кобрину, а затем к Луцку, для соединения с Дунайской армией, шедшей с юга после заключения Бухарестского мира с Оттоманской Портой.
9 сентября 1812 года русские армии соединились в Луцке (их численность составила около 60 тысяч), что заставило Шварценберга поспешно отступить к Бресту. Вскоре командование над соединёнными армиями перешло к адмиралу Чичагову, а Тормасов был отозван в главный штаб (прибыл в Тарутино 8 октября), где на него было возложено сначала командование 2-й армией, а затем, после её упразднения, внутреннее управление войсками и их организация. Тормасов участвовал в сражениях под Малоярославцем, Вязьмой, Красным. В середине декабря Кутузов поручает Тормасову преследование отступающих австрийцев и саксонцев: «Ваше Высокопревосходительство, не оставьте идти за ними по следам». С Главной армией Тормасов переходит границу Империи в декабре 1812 года. Он и Д. С. Дохтуров были назначены начальниками двух колонн, на которые была разделена Русская армия.
В Отечественную войну 1812 года стал единственным кавалером ордена Святого апостола Андрея Первозванного, получив его за отличие в сражении под Красным. Когда заболевший Кутузов остался в Бунцлау, Тормасов временно принял главное командование над армией. Вместе с М. А. Милорадовичем выступал против назначения генерала П. Х. Витгенштейна главнокомандующим русско-прусскими войсками.

## Последние годы
В мае 1813 года, считая себя обойденным, не пожелал состоять в подчинении генерала Витгентштейна, бывшего младше его по производству в чин и попросил Александра I об увольнении из армии, ссылаясь на состояние здоровья после сражения при Лютцене. Он вновь был назначен членом Государственного совета.
Московский военный губернатор (30 августа 1814), Московский главнокомандующий (31. 08.1814—30.10.1816). После удаления графа Ф. В. Ростопчина — московский военный генерал-губернатор (30.10.1816—13.11.1819). А. Ф. Ростопчин своеобразно отреагировал на это: «Москву подтормозили! Видно прытко шла!» Услышав этот каламбур, А. П. Тормасов парировал: «Ничуть не прытко: она, напротив, была совсем растоптана!».
Именным Высочайшим указом от 30 августа (11 сентября) 1816 года генерал от кавалерии Александр Петрович Тормасов возведён, с нисходящим его потомством, в графское Российской империи достоинство.
Вёл интенсивные восстановительные работы в Кремле, построено здание Манежа и сооружён памятник Минину и Пожарскому. Река Неглинная была заключена в трубу, началось создание Садового кольца: «Чтобы строили дома по обеим сторонам улицы шириной в 18 саженей и разбили перед домами садики, дабы со временем проезд вокруг Земляного города с обеих сторон был между садами».
Автор воспоминаний «Двенадцатый год».
Скончался 13 (25) ноября 1819 года. К. Я. Булгаков писал брату из Москвы, что «весь город в печали, граф Тормасов был несколько дней болен и 13 числа скончался к общему сожалению. Дай Бог ему вечную память!» Похоронен в трапезной Старого (Малого) собора Донской иконы Божией Матери Донского монастыря в Москве.
Современники отмечали, что он был высокого роста. Красавец в юности, сохранил величественную внешность до старости. Щёголь смолоду, и в преклонных летах был щепетилен по отношению к одежде и таким выглядел на войне и в сражениях. В то же время слыл жёстким, умным и осмотрительным военачальником. Отмечался его вспыльчивый нрав, который сменялся добродушием, нескрываемую надменность в общении с подчиненными, излишнюю строгость и требовательность практически во всём. Заслуживают особого внимания его способности военного администратора. Среди сослуживцев и подчиненных он не пользовался большой популярностью. Окружающим было непросто ужиться с ним и тем более заслужить его одобрение. Поэтому его подчиненные редко получали награды. Тормасов считал хорошую службу обязанностью каждого, соответственно, не считал нужным за неё награждать. Как полководец принадлежал к тем военным людям, которые не ослепляют блестящими качествами, но умеют извлекать победу из сложившихся обстоятельств.
В домашней жизни его отличали простота и стремление к порядку.
К середине XIX века пресеклась мужская линия рода Тормасовых. Единственный сын Александра Петровича, Александр, родившийся 30 ноября 1806 года, умер 31 марта (12 апреля) 1839 года неженатым и бездетным. Брат Александра Петровича, Пётр Петрович, имел сына Александра, который также умер холостым. Высочайше утверждённым решением Государственного совета 23 января 1851 года присоединить к своей фамилии «фамилию и герб Тормасова и именоваться Сназиным-Тормасовым» было дозволено Павлу Ивановичу Сназину (1815—1883), второй женой которого была Елизавета Дмитриевна Власова (1830—?) — дочь генерал-майора Дмитрия Яковлевича Власова и Софьи Петровны, урождённой Тормасовой.

## Сочинения
- Ведомость о числе народа в Грузии и в других областях, княжествах и ханствах, в подданстве России состоящих // История, география и этнография Дагестана XVIII—XIX вв. Архивные материалы. — М.: ИВЛ, 1958. — 367 с.

### Послужной список и награды
В службе:
- 13 (24) февраля 1762 года — определён к Высочайшему Двору пажом;
- 2 (13) марта 1772 года — произведён в поручики, в Вятском мушкетёрском полку;
- 9 (20) мая 1772 года — назначен адъютантом капитанского чина при генерале графе Брюсе;
- 28 апреля (9 мая) 1774 года — генеральс-адъютантом премьер-майорского чина при нём же;
- 28 июня (9 июля) 1777 года — подполковником в Финляндском егерском батальоне;
- 17 (28) июля 1783 года — переведён к командованию Далматским гусарским полком;
- 2 (13) сентября 1784 года — полковником в том же полку, который переименован в Александрийский легкоконный;
- 25 марта (5 апреля) 1789 года — бригадиром;
- 25 марта (5 апреля) 1791 года — генерал-майором;
- 1797 год — назначен шефом Орденского кирасирского полка;
- 6 (17) марта 1798 года — произведён в генерал-лейтенанты;
- 29 июня (10 июля) 1799 года — в генералы от кавалерии;
- 11 (22) июля 1799 года — за дерзкий отзыв и неповиновение тому, кому подчинён был, исключён из службы;
- 16 (28) ноября 1800 года — принят вновь в службу и назначен состоять по армии;
- 6 (18) декабря 1800 года — назначен шефом Лейб-Кирасирского Его Императорского Величества полка;
- 8 (20) декабря 1800 года — назначен командиром л.-гв. Конного полка;
- 11 (23) июля 1801 года — назначен инспектором по кавалерии Днестровской инспекции;
- 8 (20) февраля 1802 года — на время отсутствия генерала от кавалерии принца Александра Вюртембергского повелено быть ему инспектором по кавалерии Лифляндской инспекции;
- 20 октября (1 ноября) 1802 года — уволен в отпуск на год до излечения болезни;
- 26 января (7 февраля) 1803 года — назначен Киевским военным губернатором;
- 16 (28) марта 1807 года — назначен в должность Рижского военного губернатора;
- 11 (23) декабря 1807 года — по прошению уволен от службы, с ношением мундира и пенсионом полного жалованья;
- 9 (21) июня 1808 года — принят в службу по армии;
- 3 (15) сентября 1808 года — назначен главнокомандующим в Грузию;
- 25 марта (6 апреля) 1812 года — назначен командующим 3-й резервной обсервационной армией;
- 5 (17) мая 1812 года — назначен главнокомандующим 3-й обсервационной армией со всеми правами, властно и преимуществом главнокомандующих действующих армий;
- 30 августа (11 сентября) 1814 года — назначен Московским военным губернатором;
- 31 августа (12 сентября) 1814 года — назначен главнокомандующим в Москве;
- 30 августа (11 сентября) 1816 года — Московским военным генерал-губернатором.

В походах был:
- в 1782 году — при завоевании Крымского полуострова;
- с 1787 года, во всю Турецкую войну до окончания её в 1792 году — безотлучно находился в армии и был в делах: при осаде Очакова, при сражении Каушанском, при взятии г. Аккермана и Бендер, при поражении неприятеля за Дунаем, близ Бабадага, и при рекогносцировании Мачинского неприятельского лагеря и в Мачинской битве;
- 18 (29) марта 1792 года — за отличие в Мачинской битве, где командовал кавалерией левого фланга, награждён орденом Святого Георгия 3-го класса;
- в 1792 году — командуя в Польше отдельным корпусом, при переправе через р. Буг, близ м. Дороуста, получил ордена Польские Белого Орла и Святого Станислава;
- в 1793 году — находился в сражении при м. Любаре;
- в 1794 году — был в сражении при д. Рославице, при блокаде г. Варшавы, соединенно с прусскими войсками, при переправе через р. Вислу, в сражении близ м. Мацеевиц, где за отличие получил орден Святого Владимира 2-го класса, и при штурме Пражских укреплений, за что награждён золотою шпагой с надписью «За храбрость», украшенной алмазами; в том же году находился при покорении г. Варшавы и при преследовании и обезоруживании оставшихся польских войск;
- в 1806 году — за усердную службу пожалован орденом Святого Александра Невского;
- в 1808 году — начальствуя войсками, в Грузии и на Кавказской линии расположенными, находился при осаде и штурме г. Эривани;
- в 1809 году — при поражении персидских войск, близ Елисаветполя;
- в 1810 году — за покорение Царства Имеретинского, при чём владеющий царь Соломон был взят в плен, награждён орденом Святого Владимира 1-го класса; в том же году был в экспедиции к г. Ахалцыху и при разбитии соединенных персидских и турецких войск при урочище Цалке;
- в 1811 году — за успешное командование в продолжение 3 кампаний в Грузии и на Кавказской линии награждён алмазными знаками ордена Святого Александра Невского;
- в 1812 году — будучи главнокомандующим 3-й резервной армией, начальствовал при разбитии саксонского корпуса близ г. Кобрина, за что награждён, 28 июля (9 августа) 1812 года, орденом Святого Георгия 2-го класса и 50000 рублями денег; также командовал в сражении при м. Городечне против соединенных австрийских, саксонских и польских войск; в том же году, под начальством фельдмаршала князя Кутузова-Смоленского, командовал главной армией, в сражении при г. Красном, за что и пожалован орденом Святого апостола Андрея Первозванного;
- 30 августа (11 сентября) 1816 года — возведён в графское Российской империи достоинство, с нисходящим от него потомством.

Высочайшим приказом 21 ноября (3 декабря) 1819 года исключён из списков умершим (умер 13 (25) ноября 1819 года).
- Орден Святого апостола Андрея Первозванного (04.12.1812)
- Орден Святого Георгия 2-й степени (28.07.1812)
- Орден Святого Георгия 3-й степени (18.03.1792)
- Орден Святого Владимира 1-й степени (11.05.1810)
- Орден Святого Владимира 2-й степени (09.11.1794)
- Орден Святого Александра Невского (18.11.1806)
- Алмазные знаки к ордену Святого Александра Невского (23.11.1811)
- Орден Святой Анны 1-й степени (в списке кавалеров А. П. Тормасов отсутствует)
- Золотая шпага с надписью «За храбрость», украшенная алмазами (09.07.1794)[19].
- Орден Белого орла (Речь Посполитая, 25.09.1793)
- Орден Святого Станислава (Речь Посполитая, 13.11.1793)
- Орден Чёрного орла (Пруссия, 1818)

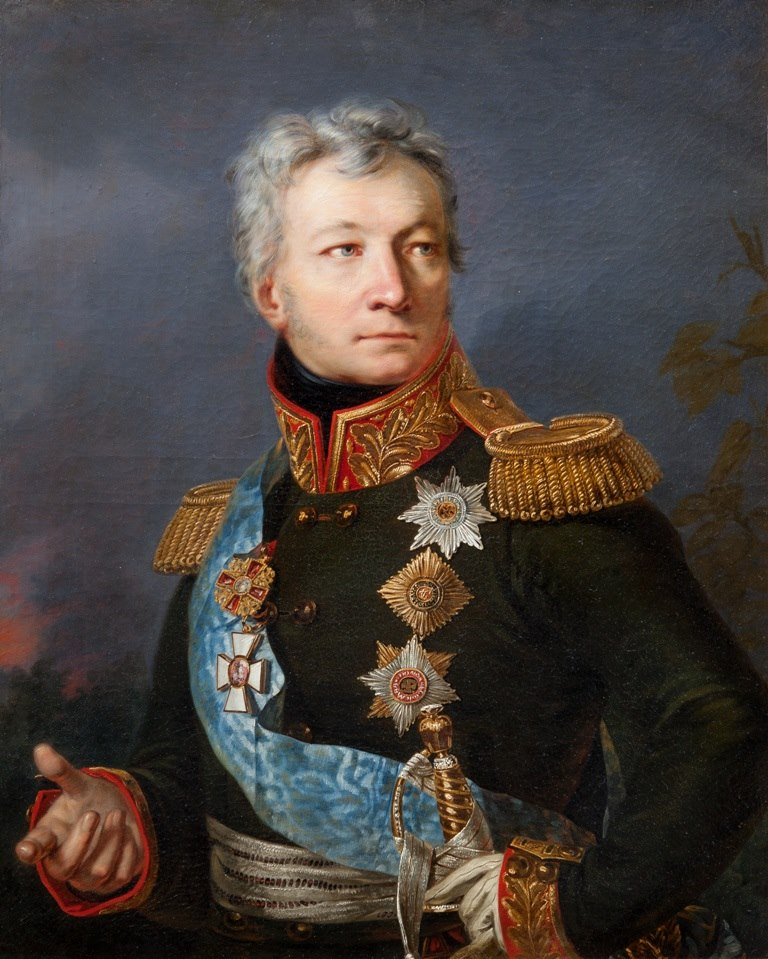
Портрет работы К. Я. Рейхеля, 1816 г.
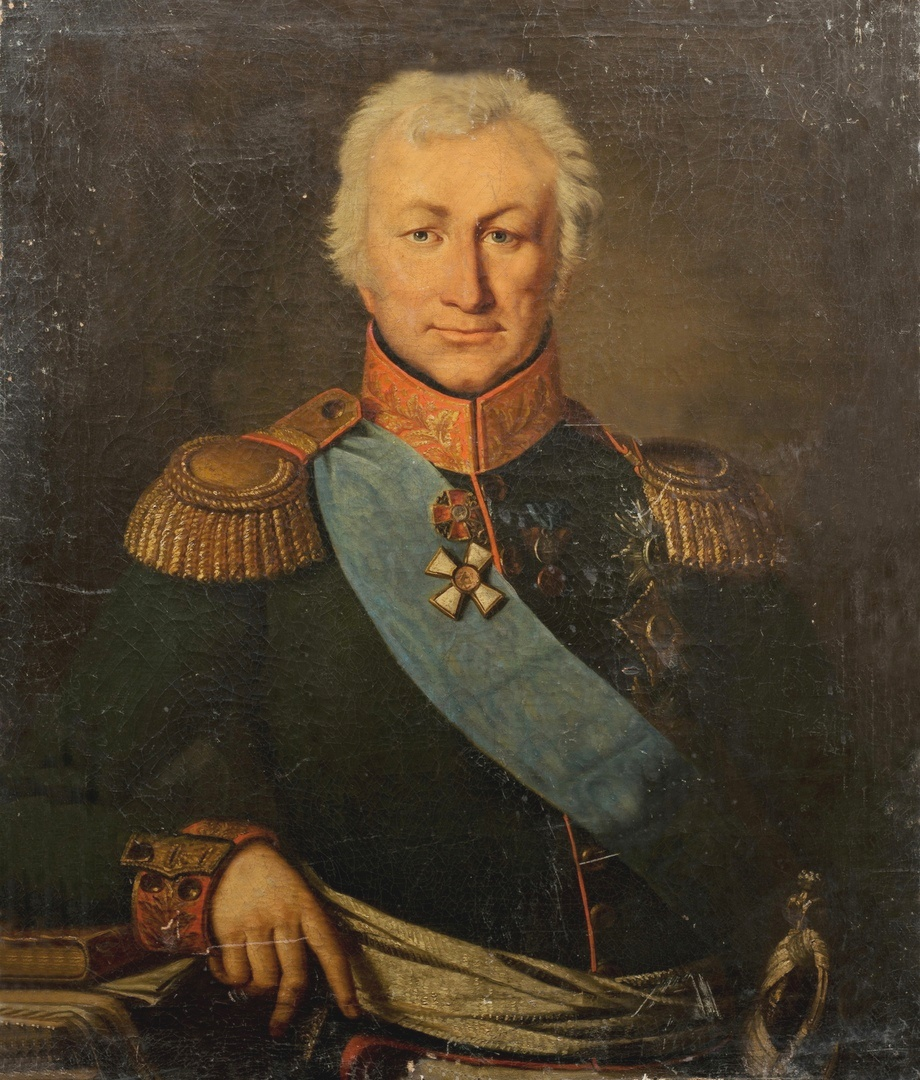
Портрет работы неизвестного художника, 1818 г.